# Тальново
Тальново — деревня в Гусь-Хрустальном районе Владимирской области России, входит в состав Демидовского сельского поселения.

## География
Деревня расположена в 4 км на восток от центра поселения деревни Демидово и в 42 км на юго-запад от Гусь-Хрустального.

## История
В XIX — начале XX века деревня входила в состав Демидовской волости Касимовского уезда Рязанской губернии, с 1926 года — в составе Палищенской волости Гусевского уезда Владимирской губернии. В 1859 году в селе числилось 49 дворов, в 1905 году — 110 дворов, в 1926 году — 167 дворов.
С 1929 года деревня являлась центром Тальновского сельсовета Гусь-Хрустального района, с 1935 года — в составе Овинцевского сельсовета Курловского района, с 1963 года — в составе Гусь-Хрустального района, с 1977 года — в составе Демидовского сельсовета, с 2005 года — в составе Демидовского сельского поселения. 
Является местом действия рассказа А. И. Солженицына «Матрёнин двор».

## Население
| 1859 | 1897 | 1905 | 1926 | 2002 | 2010 | 2021 |
| ---- | ---- | ---- | ---- | ---- | ---- | ---- |
| 447  | ↗648 | ↗875 | ↘762 | ↘110 | ↘76  | ↘45  |